# Brahmina moluccana
Brahmina moluccana är en skalbaggsart som beskrevs av Moser 1909. Brahmina moluccana ingår i släktet Brahmina och familjen Melolonthidae. Inga underarter finns listade.